# Guggenbühl

Karte des Quartiers

Guggenbühl (umgangssprachlich Guggi) ist ein Quartier der Stadt Winterthur. Zusammen mit den Quartieren Talacker, Grüze, Hegmatten, Hegi, Zinzikon, Reutlingen, Stadel und Ricketwil bildet es den Kreis 2 (Oberwinterthur).

## Etymologie
Der Flurname Guggenbühl ist bereits 1653 für das Gebiet belegt und bezeichnet entweder einen Hügel mit einem Ausblick oder einen Hügel, wo der Kuckuck zu hören ist. Das Quartier ist daher nicht nach Hermann Guggenbühl benannt, der als Leiter des Bebauungs- und Quartierplanbüros 1948 den Bebauungsplan für das Quartier erarbeitete.

## Quartierstruktur
Das Quartier Guggenbühl ist ein von Wohnblocks und einfachen Einfamilienhäusern geprägtes Wohnquartier. Viele Liegenschaften im Quartier sind im Besitz von Wohnbaugenossenschaften. Zwei Verkehrsachsen durchtrennen das Quartier: Die Stadlerstrasse und die Bahnlinie Oberwinterthur-Seuzach. Das Quartier zählt rund 5900 Einwohner. 34 % der Einwohner sind ausländischer Nationalität. 14 % der Einwohner sind im Seniorenalter.
Als Wohnquartier weist Guggenbühl nur wenig Infrastruktur und kaum Ladengeschäfte auf. Auf dem Gebiet des Quartiers liegen das Schwimmbad Oberwinterthur, das Primarschulhaus Guggenbühl sowie die Quartierzentren Eichwäldli und Zentrum am Buck. Zwei Quartiervereine fördern die Geselligkeit und das gutnachbarschaftliche Zusammenleben im Quartier.

## Verkehr
Vom öffentlichen Verkehr wird das Quartier über die Stadlerstrasse mit der Linie 1 (Töss – HB – Oberwinterthur) der Stadtbus Winterthur und durch die Bahnstation Winterthur-Wallrüti an der Bahnstrecke Winterthur – Etzwilen erschlossen.